# Wilhelm Gottfried von Moser
Wilhelm Gottfried Moser, ab 1769 Freiherr von Moser (auch Wilhelm Gottfried Moser von Filseck; * 27. November 1729 in Tübingen; † 31. Januar 1793 in Ulm) war ein deutscher Forstwissenschaftler und Kameralist.

## Leben
Moser war Sohn des Rechtswissenschaftlers Johann Jacob Moser und stammte aus dem Geschlecht Moser von Filseck. Seine Gymnasialbildung erhielt er auf dem Stuttgarter Gymnasium illustre. Er studierte anschließend an den Universitäten von Halle und Tübingen Rechts- und Kameralwissenschaft. Zunächst wurde er Kanzlist in Stuttgart, bevor er 1750 als Kammersekretär in den Dienst des Grafen Christian Ernst zu Stolberg-Wernigerode trat. In dieser Zeit kam er mit Hans Dietrich von Zanthier und Johann Georg von Langen in Kontakt. Sie sollten seine forstwissenschaftlichen Kenntnisse mitprägen.
Moser trat als herzoglich württembergischer Expeditionsrat 1757 in die dortige Kirchengutsverwaltung ein, wurde allerdings bereits 1759, nach seinem Protest gegen das herzogliche Handeln, wieder entlassen. Wie bereits sein Bruder trat er auch in die Dienste der Landgrafschaft Hessen-Darmstadt. Dort wurde er 1762 Forstrat der Grafschaft Hanau-Lichtenberg, bevor er 1764 zum fürstlich Hessen-Darmstädtischen Oberforstmeister befördert wurde. 1768 wurde er Kammerjunker, 1772 erfolgte die Berufung in die neugegründete oberste Forstbehörde mit der Verleihung des Titels Jägermeister, 1774 die Verleihung des Titels Geheimrat. 1776 übertrug man ihm schließlich die Leitung des Oberforstamtes Darmstadt. Zudem hatte er zentrale Stellen in der Finanzverwaltung inne. Ab 1776 fungierte er als Präsident der Rentkammer, von 1778 bis 1780 war er außerdem Chef der Steuerdeputation und des Kriegskommissariats. Nach Zerwürfnissen mit dem Landgrafen Ludwig IX. von Hessen-Darmstadt erfolgte 1780 sein Rücktritt und 1782 seine Verweisung aus dem Land.
Moser kam 1786 in den Dienst der Fürsten von Thurn und Taxis. Dort übte er mit dem Titel Geheimrat verschiedene Aushilfstätigkeiten aus. So war er unter anderem Gesandter in Ulm, übernahm jedoch auch Aufgaben in der Grundverwaltung.
Moser gab ab 1788 mit dem Forst-Archiv zur Erweiterung der Forst- und Jagd-Wissenschaft und der Forst- und Jagd-Litteratur eine der ersten forstwissenschaftlichen Zeitschriften heraus. Diese wurde ab 1796 von Christoph Wilhelm Gatterer unter dem Titel Neues Forstarchiv weiter herausgegeben. Außerdem gilt er als einer der Begründer der Forstökonomie.
Der Staatswissenschaftler Friedrich Karl von Moser war sein Bruder.

## Werke (Auswahl)
- Grundsätze der Forstökonomie, 2 Bände, 1757 (Reprint als Forstliche Klassiker, Band 30, ISBN 978-3-945941-45-4).
- (Hrsg.): Forst-Archiv zur Erweiterung der Forst- und Jagd-Wissenschaft und der Forst- und Jagd-Litteratur, 17 Bände, 1788–1796.